# Dicamptodon tenebrosus
Dicamptodon tenebrosus е вид земноводно от семейство Dicamptodontidae.

## Разпространение
Видът е разпространен от Британска Колумбия (Канада) до средните части на Калифорния (САЩ).